# Lista de turnês musicais de maior bilheteria
Segue abaixo a lista das turnês musicais de maior bilheteria da história da música.

## Turnês de maior bilheteria
| † | Denota uma turnê em andamento |

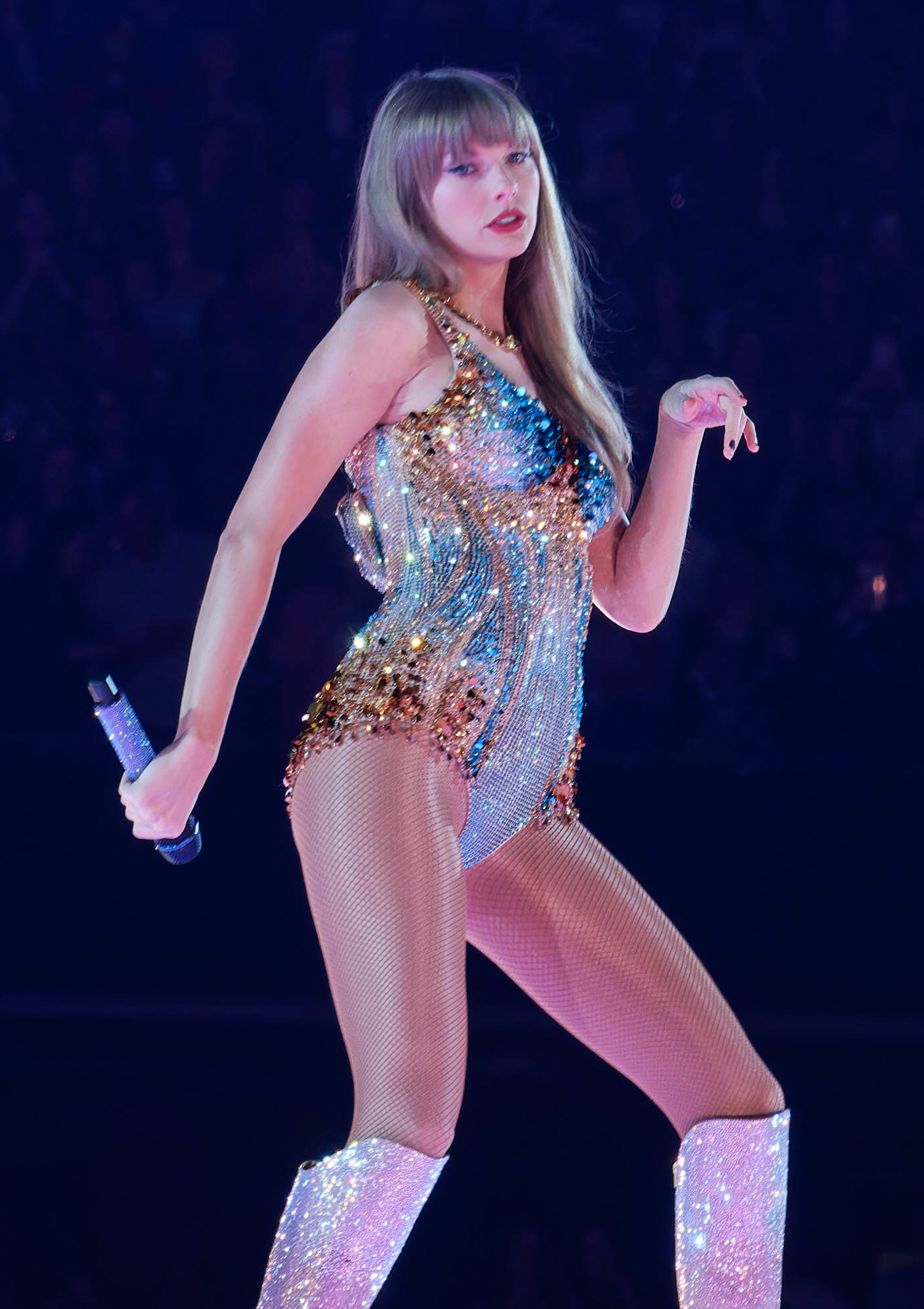
Taylor Swift com a The Eras Tour
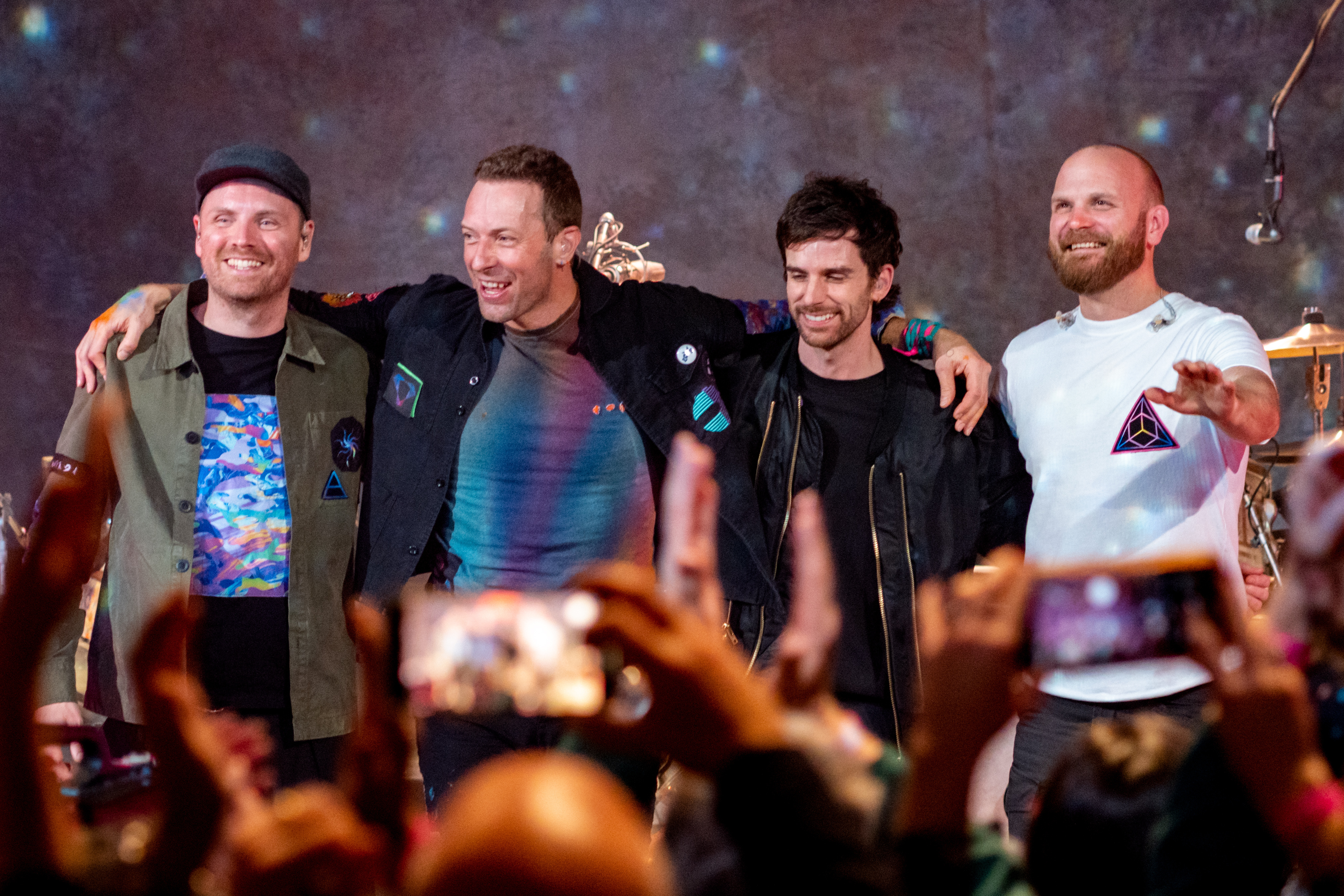
Coldplay com a Music of the Spheres World Tour
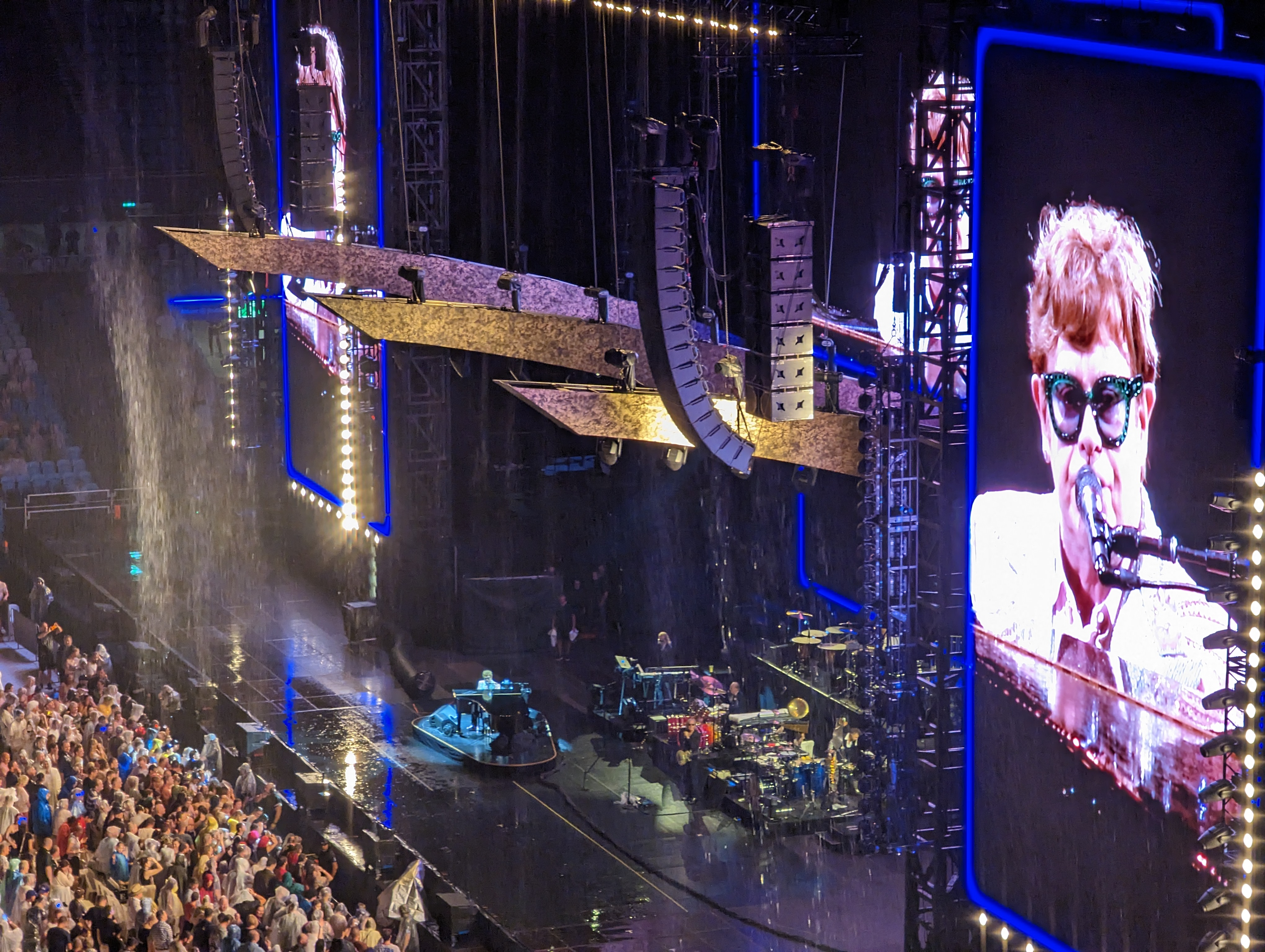
Elton John com a Farewell Yellow Brick Road

| Rank | Peak | Bruto real       | Bruto ajustado (em dólares de 2022) | Artista            | Título da turnê                     | Ano        | Shows | Média bruta | Ref.                          |
| ---- | ---- | ---------------- | ----------------------------------- | ------------------ | ----------------------------------- | ---------- | ----- | ----------- | ----------------------------- |
| 1    | 1    | US$2,077,618,725 | US$2,077,618,725                    | Taylor Swift       | The Eras Tour                       | 2023–2024  | 149   | $13 943 749 | [ 1 ]                         |
| 2    | 1    | US$1,144,588,329 | US$1,144,588,329                    | Coldplay           | Music of the Spheres World Tour †   | 2022–2025  | 175   | $6 540 505  |                               |
| 3    | 1    | US$939,100,000   | US$939,100,000                      | Elton John         | Farewell Yellow Brick Road          | 2018–2023  | 330   | $2 845 758  | [ 2 ]                         |
| 4    | 1    | US$776,200,000   | US$888,442,379                      | Ed Sheeran         | ÷ Tour                              | 2017–2019  | 255   | $3 043 922  | [ 3 ] [ 4 ] [ 5 ] [ 6 ] [ 7 ] |
| 5    | 1    | US$736,421,586   | US$958,001,690                      | U2                 | U2 360° Tour                        | 2009–2011  | 110   | $6 694 742  | [ 8 ]                         |
| 6    | 4    | US$617,300,000   | US$617,800,000                      | Harry Styles       | Love On Tour                        | 2021–2023  | 169   | $3 652 663  |                               |
| 7    | 7    | US$584,700,000   | US$584,700,000                      | Pink               | Summer Carnival                     | 2023–2024  | 97    | $6 027 835  |                               |
| 8    | 7    | US$584,551,454   | US$584,551,454                      | Ed Sheeran         | +–=÷× Tour †                        | 2022–2025  | 103   | $5 675 257  |                               |
| 9    | 7    | US$584,200,000   | US$668,678,225                      | Guns N' Roses      | Not in This Lifetime... Tour        | 2016–2019  | 158   | $3 697 468  | [ 9 ]                         |
| 10   | 7    | US$579,800,000   | US$579,800,000                      | Beyoncé            | Renaissance World Tour              | 2023       | 56    | $10 353 571 |                               |
| 11   | 1    | US$558,255,524   | US$787,883,017                      | The Rolling Stones | A Bigger Bang Tour                  | 2005–2007  | 144   | $3 876 774  | [ 10 ]                        |
| 12   | 5    | US$546,500,000   | US$590,190,470                      | The Rolling Stones | No Filter Tour                      | 2017–2021  | 58    | $9 422 414  | [ 11 ]                        |
| 13   | 3    | US$523,033,675   | US$624,430,917                      | Coldplay           | A Head Full of Dreams Tour          | 2016–2017  | 114   | $4 588 015  | [ 12 ]                        |
| 14   | 3    | US$459,000,000   | US$576,635,143                      | Roger Waters       | The Wall Live                       | 2010–2013  | 219   | $2 094 401  | [ 13 ]                        |
| 15   | 3    | US$441,900,000   | US$593,021,303                      | AC/DC              | Black Ice World Tour                | 2008–2010  | 165   | $2 678 182  | [ 14 ]                        |
| 16   | 8    | US$430,000,000   | US$492,180,138                      | Metallica          | WorldWired Tour                     | 2016–2019  | 143   | $3 006 993  | [ 15 ] [ 16 ] [ 17 ]          |
| 17   | 2    | US$411,000,000   | US$560,622,615                      | Madonna            | Sticky & Sweet Tour                 | 2008–2009  | 85    | $4 835 294  | [ 18 ] [ 19 ]                 |
| 18   | 10   | US$397,300,000   | US$454,751,555                      | Pink               | Beautiful Trauma World Tour         | 2018–2019  | 156   | $2 546 795  | [ 20 ]                        |
| 19   | 12   | US$390,778,581   | US$466,536,362                      | U2                 | The Joshua Tree Tours 2017 and 2019 | 2017, 2019 | 66    | $5 920 888  | [ 21 ] [ 22 ] [ 23 ]          |
| 20   | 1    | US$389,000,000   | US$564,685,705                      | U2                 | Vertigo Tour                        | 2005–2006  | 131   | $2 969 466  | [ 24 ]                        |